# Bruno Pezzey
Bruno Edmund Pezzey (3 de febrer de 1955 - 31 de desembre de 1994) fou un futbolista austríac de les dècades de 1970 i 1980.
Pezzey és considerat un dels millors defenses austríacs de tots els temps. Al seu primer club de rellevància, el FC Wacker Innsbruck, hi guanyà dues lligues i una copa. El 1978 fitxà per l'Eintracht Frankfurt, club on jugà cinc temporades i guanyà la Copa de la UEFA i una copa d'Alemanya. Després romangué quatre temporades al Werder Bremen, acabant de nou a Innsbruck el 1987, on guanyà dues noves lligues i una nova copa.
Amb la selecció d'Àustria debutà el juny de 1975 contra Txecoslovàquia. Participà en les Copes del Món de 1978 i 1982. En total jugà 84 partits i marcà 9 gols. El seu darrer partit fou un amistós l'agost de 1990 davant Suïssa.
Pezzey va morir a Innsbruck d'un atac de cor el dia de Cap d'Any de 1994, després de participar en un partit d'hoquei gel, poc abans de complir els 40 anys. El FC Lauterach posà el seu nom al seu complex esportiu.

## Palmarès
- Copa de la UEFA (1):
  - 1980
- Lliga austríaca de futbol (4):
  - 1975, 1977, 1989, 1990
- Copa austríaca de futbol (2):
  - 1975, 1989
- Copa alemanya de futbol (1):
  - 1981